# Goodnestone Park
Goodnestone Park (en español: Parque de la Piedra de la Bondad), es una casa señorial y jardines cerca del pueblo de Canterbury–Sandwich, en la zona sur de la villa de Goodnestone, Dover, Kent. Se ubica aproximadamente a 7 millas (11 km) de Canterbury. La casa de estilo Palladio fue terminada en 1704 por Brook Bridges, 1.er Barón. Elizabeth, la hija de su nieto, Sir Brook Bridges, 3.er Barón, se casó con el hermano de Jane Austen, y Austen los visitó a menudo en la finca. La casa de Goodnestone está clasificada como Grade II* listed building, enlistada el 13  de octubre de 1952. Los Jardines de 15 acres (6.1 hectáreas) de extensión están considerados entre los más bellos del sureste de  Inglaterra.

## Historia
Aunque la casa moderna de Goodnestone existente fuera construida en 1704 por el 1.er Barón, Brook Bridges la finca fue ocupada durante los tiempos de los Tudor. En 1560, sir Thomas Engeham compró la finca y vivió en una casa del señorío en la propiedad. El señorío fue abandonado más adelante por sus descendientes durante el reinado de la reina Ana de Gran Bretaña y la finca fue vendida a la familia Bridges la cual había salido de su finca anterior Grove House en Fulham, Middlesex. El 1.er Barón, Brook Bridges demolió el señorío original y encargó  la construcción de una nueva casa en estilo palladiano. La fecha de la casa se graba al agua fuerte sobre un ladrillo en el frontal principal.  Sir Brook Bridges, 3.er Barón (el nieto de Brook Bridges, 1.er Barón) casado con Fanny Fowler tuvo una hija, Elizabeth, quién se casó con Edward Austen, hermano de la famosa autora Jane Austen. La joven pareja permanecieron en la casa durante varios años antes de que ellos compraran una casa cerca de Godmersham y Jane era una huésped regular en Goodnestone. Fue después de permanecer en la casa de Goodnestone en 1796 cuando ella comenzó a escribir su novela Pride and Prejudice, en un principio titulada como First Impressions (Primeras impresiones).

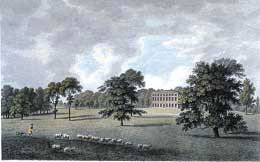
Goodnestone Park en la década de 1770.

Poco después de que fuera construida la casa, los extensos jardines formales fueron desarrollados alrededor de la casa, obra de William Harris. Sin embargo, el 3.er Barón, Brook Bridges substituyó los jardines a finales del siglo XVIII por un parque de paisaje e hicieron varias alteraciones a la casa. En 1840,  Sir Brook Bridges, 5º Barón hizo arreglos a la casa, añadiendo un gran pórtico y una nueva escalera de acceso con una serie de céspedes en terrazas con tramos de escaleras centrales, y construyó una pared entre la casa y el parque.
Entre 1920 y 1930, Emmy FitzWalter, tía de Brook FitzWalter, desarrolló los jardines, agregando un jardín de arbolado con su rocalla y la charca entre otras características. Pero, durante la Segunda Guerra Mundial la casa fue utilizada por el ejército británico y en 1955 los jardines habían caído en un estado degradado. A la  degradación, en 1959, se añadió un fuego que destruyó las cubiertas de la azotea y de las dos buardillas de parte superior de la casa que llevó un periodo de 18 meses para el restablecimiento. Los FitzWalters tomaron la firme decisión de que fuera restaurado a su gloria anterior. Esto no ocurrió hasta mediados de los años sesenta en que Margaret FitzWalter restauró los jardines.

## Arquitectura

### Exterior

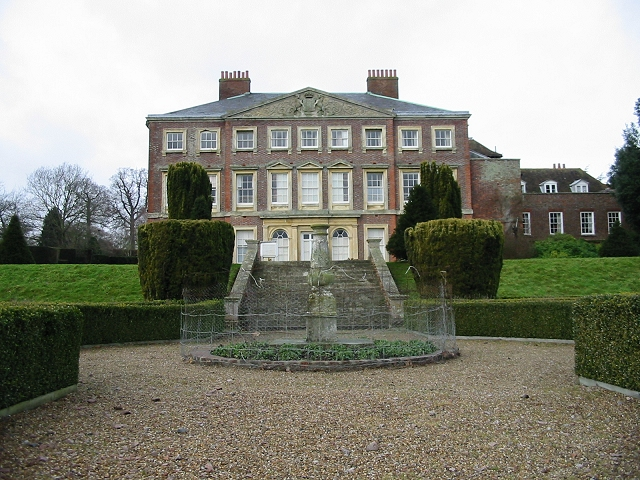
La casa de Goodnestone, 27 de diciembre de 2007

La casa de Goodnestone es un edificio clasificado como Grade II* listed building construido en estilo palladiano en ladrillos azules y rojos, enlistado el 13 de octubre de 1952. La casa original era en principio un edificio de dos pisos, construido en 1704. Sin embargo, fueron hechas alteraciones significativas alrededor de 1790 cuando fue agregado un 3.er piso con resaltes y cornisa a la azotea aumentándolo con nuevas alturas a la izquierda y a la derecha. Entre 1838 y 1844 se hicieron nuevos cambios por la sociedad de Thomas Rickman y R.C. Hussey y por Sir Brook Bridges, 5º Barón. La casa tiene nueve bahías, la 5.ª bahía central se proyecta con el frontón. En el último piso son nueve marcos con la mitad de las barras satinadas en el último piso, y 6 del mismo tamaño en los primeros y las plantas bajas. El magnífico pórtico presenta columnas dóricas griegas, con las paredes laterales sólidas, agregando durante la fase de desarrollo en los inicios de 1840. La entrada original a la casa estaba en su lado del este. El lado del este también ofrece 9 bahías con los marcos de las barras satinadas y pesados anillos de piedra con la 5.ª bahía de la central que resalta los escudos de armas de Sir Brook Bridges en 1842. Al lado norte hay 2 cuartos con un ático con resalte, banda plana y el parapeto a la azotea cubierta, con 3 abuardillados y el apilado posterior. En el lado norteño y meridional de la casa hay un gran contrafuerte de una tira de pilastra y una bahía biselada baja.

### Interior
En el interior, la casa de Goodnestone tiene una escalera principal prominente situada en el vestíbulo grande, con secuencia abierta, soportes adornados, balaustres apareados. Alternativamente se estrían y ofrece balaustradas de tipo columna en mitad de los descansillos, con una barandilla en rampa y un revestimiento de madera en dados. Las 3 habitaciones del este de la finca se cree que fueron amuebladas por Robert Mylne alrededor de 1770 con un vestíbulo oval de entrada con nichos.

## Jardines

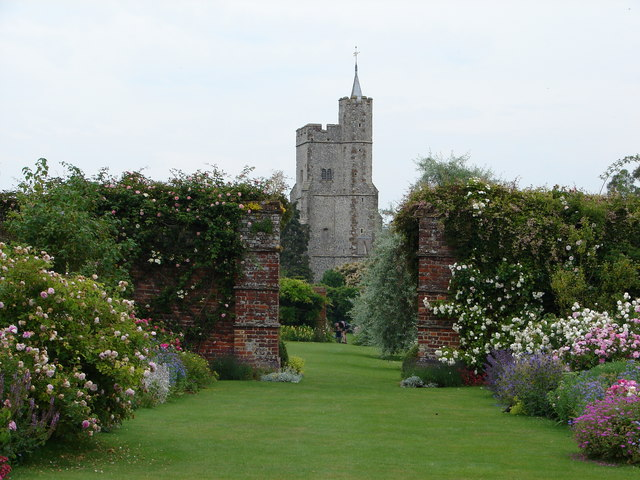
Vista de la iglesia de Goodnestone desde la rosaleda de Goodnestone Park.

El parque es famoso por sus extensos jardines que cubren un área de aproximadamente 15 acres (61,000 m²) alrededor de la casa. Estos jardines están considerados como los más bellos del sureste de Inglaterra. Es uno de los solamente tres jardines en Kent a los que se han concedido las prestigiosas dos estrellas en la Good Garden Guide (la buena guía del jardín). En una encuesta realizada por el periódico The Daily Telegraph fueron votados popularmente como los sextos jardines favoritos de Gran Bretaña y quedaron finalistas en los Country Life Awards del año 2009. El parterre en caja del jardín fue plantado para celebrar el "Milenio" y el jardín de grava fue plantado en el 2003. Más allá de esto es un "Golden Arboretum" (arboreto dorado) que fue plantado en el 2001 para conmemorar la boda de oro del señor y señora FitzWalter. El jardín con muros contiene rosas, glicinias, clematis, jazmín y un plano de agua. Fruta, verduras e hierbas cultivadas  en el jardín de la cocina, donde también hay un invernadero ornamental.
El terreno es caliza ligeramente alcalina, típico de las llanuras del norte. Arenas más ácidas del jardín arbolado permiten el desarrollo de rhododendron y otras plantas de la familia de las Ericaceae. En la actualidad los jardines son mantenidos por Paul Bagshaw y tres jardineros ayudantes de sexo femenino. Los jardines se encuentran abiertos al público desde finales de marzo to early October, and on Sundays from mid-February.
-->